# Tripterospermum tanatorajanense
Tripterospermum tanatorajanense är en gentianaväxtart som beskrevs av Adr.Favre, Matuszak och Muellner. Tripterospermum tanatorajanense ingår i släktet Tripterospermum och familjen gentianaväxter. Inga underarter finns listade i Catalogue of Life.